# Гемунупура (Грама Ніладхарі, підрозділ ОС Ампара)
Грама Ніладхарі Гемунупура (№ W/89G) — Грама Ніладхарі підрозділу ОС Ампара, округ Ампара, Східна провінція, Шрі-Ланка.

## Демографія
| Населення (2007) | Населення (2007) | Населення (2007) | Населення (2007) | Населення (2007) |
| Населення        | Чоловіки         | Жінки            | Діти             | Дорослі          |
| ---------------- | ---------------- | ---------------- | ---------------- | ---------------- |
| 1401             | 663              | 738              | 445              | 956              |